# Crypthonia
Crypthonia is een geslacht van schimmels behorend tot de familie Arthoniaceae. 

## Soorten
Volgens Index Fungorum bevat het geslacht 16 soorten (peildatum december 2023):
| Soortnaam                   | Auteur(s)                             | Publicatiejaar |
| --------------------------- | ------------------------------------- | -------------- |
| Crypthonia albida           | (Fée) Frisch & G. Thor                | 2010           |
| Crypthonia athertonensis    | Frisch & G. Thor                      | 2010           |
| Crypthonia bella            | Frisch & G. Thor                      | 2010           |
| Crypthonia biseptata        | (Aptroot & Wolseley) Frisch & G. Thor | 2010           |
| Crypthonia brevispora       | Frisch & G. Thor                      | 2010           |
| Crypthonia citrina          | Frisch & G. Thor                      | 2010           |
| Crypthonia corticorygmoides | Aptroot & M. Cáceres                  | 2016           |
| Crypthonia divaricatica     | Aptroot & Sipman                      | 2014           |
| Crypthonia lichexanthonica  | A.A. Menezes, M. Cáceres & Aptroot    | 2013           |
| Crypthonia mycelioides      | (Vain.) Frisch & G. Thor              | 2010           |
| Crypthonia olivacea         | Frisch & G. Thor                      | 2010           |
| Crypthonia palaeotropica    | Frisch & G. Thor                      | 2010           |
| Crypthonia polillensis      | (Vain.) Frisch & G. Thor              | 2010           |
| Crypthonia streimannii      | Sipman                                | 2018           |
| Crypthonia submuriformis    | M. Cáceres & Aptroot                  | 2013           |
| Crypthonia vandenboomii     | Frisch & G. Thor                      | 2010           |